# ماشین وارپ

نمودی از تاب‌پیمایی یک فضاپیمای «پیشتازان فضا» در پیوستار فضازمان.

ماشین وارپ (Warp drive) یا تاب‌پیمایی، یک سامانهٔ پیشرانشی در بسیاری از فیلم‌ها و کتاب‌های علمی-تخیلی از جمله فیلم پیشتازان فضا است. در این داستان‌ها، فضاپیماها می‌توانند با استفاده از این فناوری به سرعت‌های بالاتر از سرعت نور برسند.
این فناوری بر اساس «تاب برداشتن» و تغییر شکل پیوستار فضازمان عمل می‌کند. واژه انگلیسی warp به معنی تاب (در معنی تاب برداشتن اجسام) است و به این خاطر منظور از تاب‌پیمایی، پیمودن تاب‌خوردگی فضازمان است. فضاپیماها در این داستان‌ها «وارد تاب» می‌شوند و با سرعت‌هایی چون «تاب ۱» و «تاب ۵» حرکت می‌کنند. در سرعت تاب ۵ میزان خم‌شدگی سطح فضازمان ۵ بار بیشتر از تاب ۱ و بنابراین سرعت فضاپیما پنج بار بیشتر است.
در سریال پیشتازان فضا گفته می‌شود که تاب‌پیمایی بر نظریه نسبیت اینشتین بنا شده است؛ یعنی تغییر شکل فضا. در پشت سفینه فضایی با استفاده از برخورد پادماده و ماده (پلاسما) فضا منبسط می‌شود و در جلوی آن فشرده می‌شود. در نتیجه فضای (فشرده‌شده‌ی) جلوی فضاپیما بیشتر از پشت آن است. با این کار تمام اجسام در فضا در یک نقطه متمرکز می‌شوند و بنابراین با تاب‌پیمایی می‌توان به سرعتی بالاتر از سرعت نور رسید. به عبارتی دیگر، از آنجا که با این کار فضای جلوی سفینه منقبض و فضای پشت سر آن پهناورتر می‌شود، مسافتی که باید طی شود کوتاه‌تر می‌شود.
برای درک بهتر، در نظر بگیرید که از تهران راهی کرج هستید و در حالی که بزرگراه در پشت سر خودروی شما گشاده‌تر و منبسط می‌شود، بقیه بزرگراه در جلوی شما جمع‌وجورتر می‌شود و بنابر بدون این‌که سرعت بیشتری به خودروی خود بدهید مسافت برای شما کوتاه‌تر می‌شود و زودتر به مقصد می‌رسید.
بر اساس تاریخ‌نگاری پیشتازان فضا، تاب‌پیمایی توسط زفران کاکرن در سال ۲۰۶۳ اختراع شد.

## نظریه
بر خلاف نظریه‌هایی مثل ورود به بعد ابرفضا (Hyperspace) برای سفر سریع‌تر از نور (مانند سری فیلم جنگ ستارگان)، این سیستم فضاپیما را فضای عادی نگه می‌دارد، ولی با استفاده از واکنش بین ماده و پادماده، یک «حباب» در فضا-زمان در اطراف فضاپیما ایجاد می‌کند و آن را از آثار سرعت‌های بالا همچون تغییرات جرم خود فضاپیما یا سرنشینان آن یا سریع‌تر گذشتن زمان حفظ می‌نماید؛ بنابراین، سرنشینان فضاپیما هیچ تغییر فیزیکی در اطراف خود یا فضاپیما مشاهده نمی‌کنند. در حالت عادی طبق نظریهٔ نسبیت خاص اینشتین، هیچ جسمی نمی‌تواند به سرعت نور برسد، ولی به علت وجود این حباب، سرعت نور نیز حرکت فضاپیما را محدود نمی‌کند و فضاپیما می‌تواند بسته به قدرت «سامانهٔ تاب» به سرعت‌هایی فراتر از نور دست یابد.

## در سینما و سایر رسانه‌های تصویری
سفر مافوق نور در فیلم‌های علمی-تخیلی اغلب به صورت نمایی از حرکت سریع رگه‌های نور به تصویر کشیده شده است. از دید سرنشینان فضاپیما، تمام نقاط نورانی کشیده و تبدیل به رگه می‌شوند و نما را در بر می‌گیرند. از دید ناظران بیرونی، فضاپیما در یک لحظه ناگهان شتاب گرفته و دور می‌شود و گاهی نیز دنبالهٔ نورانی کوتاهی در پشت آن دیده می‌شود.
در سری «پیشتازان فضا»، فضاپیماها مجهز به سامانهٔ تاب و همچنین سامانهٔ کنترل اینرسی هستند تا از حرکت سرنشینان به علت شتاب دفعه‌ای فضاپیما جلوگیری شود. واکنش‌های ماده-پادماده در «مرکز تاب‌دهی» سفینه کنترل می‌شود. برای سرعت فرانوری فضاپیماها مقیاسی تعریف‌شده که از صفر تا ۱۰ است که نشان می‌دهد سرعت حداکثر فضاپیما در هنگام تاب‌پیمایی چند برابر سرعت نور است؛ مثلاً سریع‌ترین فضاپیماها مجهز به سیستم «تاب ۱۰» هستند.

## در واقعیت
در سال ۱۹۹۴ میگوئل آکوبیِر سامانه‌ای را در تئوری مطرح کرد که با استفاده از واکنش ماده و پادماده می‌تواند فضای جلوی فضاپیما را منقبض و فضای پشت آن را منبسط کرد و نتیجه‌ای مشابه ماشین‌های تاب‌پیمایی به دست آورد.
همچنین مشخص‌شده یک میدان گرانشی قدرتمند چون زمین، توان چنین کاری را دارد.
دانشجویان دانشگاه لستر با استفاده از فرضیهٔ نسبیت خاص اینشتین، حرکت سریع‌تر از نور (FTL) را شبیه‌سازی و تصویر تازه‌ای از سفر مافوق نور ارائه کرده‌اند.